# Kvalifikace na Mistrovství Evropy ve fotbale 2016 – skupina C
Skupina C kvalifikace na Mistrovství Evropy ve fotbale 2016 byla jednou z 9 kvalifikačních skupin na tento šampionát. Postup na závěrečný turnaj si zajistily první dva týmy skupiny a to Španělsko a Slovensko. Týmy ze třetích míst všech skupin byly seřazeny do žebříčku a nejlepší tým tohoto žebříčku postoupil také přímo. Zbylých osm týmů na třetích místech hrálo baráž, z této skupiny to byla Ukrajina.

## Tabulka
| Legenda                                                                         |
| ------------------------------------------------------------------------------- |
| Vítěz skupiny a druhý v pořadí postupující přímo na šampionát                   |
| Třetí tým v pořadí hrál baráž o postup na šampionát                             |
| V křížové tabulce vpravo je domácí tým v levém sloupci, hostující v horní řadě. |
| Vítěz zápasu je zvýrazněn tučně.                                                |

| Tým         | Z  | V | R | P | VG | IG | +/- | B  |
| ----------- | -- | - | - | - | -- | -- | --- | -- |
| Španělsko   | 10 | 9 | 0 | 1 | 23 | 3  | +20 | 27 |
| Slovensko   | 10 | 7 | 1 | 2 | 17 | 8  | +9  | 22 |
| Ukrajina    | 10 | 6 | 1 | 3 | 14 | 4  | +10 | 19 |
| Bělorusko   | 10 | 3 | 2 | 5 | 8  | 14 | −6  | 11 |
| Lucembursko | 10 | 1 | 1 | 8 | 6  | 27 | −21 | 4  |
| Makedonie   | 10 | 1 | 1 | 8 | 6  | 18 | −12 | 4  |

|             | Španělsko | Slovensko | Ukrajina | Bělorusko | Lucembursko | Makedonie |
| ----------- | --------- | --------- | -------- | --------- | ----------- | --------- |
| Španělsko   | —         | 2:0       | 1:0      | 3:0       | 4:0         | 5:1       |
| Slovensko   | 2:1       | —         | 0:0      | 0:1       | 3:0         | 2:1       |
| Ukrajina    | 0:1       | 0:1       | —        | 3:1       | 3:0         | 1:0       |
| Bělorusko   | 0:1       | 1:3       | 0:2      | —         | 2:0         | 0:0       |
| Lucembursko | 0:4       | 2:4       | 0:3      | 1:1       | —           | 1:0       |
| Makedonie   | 0:1       | 0:2       | 0:2      | 1:2       | 3:2         | —         |

## Zápasy
Všechny časy zápasů jsou v SEČ nebo SELČ.
| 8. září 2014 20:45 |        |            |                                                                                 |
| Lucembursko        | 1 : 1  | Bělorusko  | Stade Josy Barthel, Lucemburk diváci: 3 000 rozhodčí: Gediminas Mažeika (Litva) |
| Gerson 42'         | Zpráva | Drahun 78' | Stade Josy Barthel, Lucemburk diváci: 3 000 rozhodčí: Gediminas Mažeika (Litva) |

| 8. září 2014 20:45                                                |        |                    |                                                                                              |
| Španělsko                                                         | 5 : 1  | Makedonie          | Estadi Ciutat de València, Valencie diváci: 18 553 rozhodčí: Anastasios Sidiropoulos (Řecko) |
| Ramos 16' (pen.) Alcácer 17' Busquets 45+3' Silva 50' Pedro 90+1' | Zpráva | Ibraimi 28' (pen.) | Estadi Ciutat de València, Valencie diváci: 18 553 rozhodčí: Anastasios Sidiropoulos (Řecko) |

| 8. září 2014 20:45 |        |           |                                                                                               |
| Ukrajina           | 0 : 1  | Slovensko | Národní sportovní komplex Olimpijskyj, Kyjev diváci: 42 000 rozhodčí: Craig Thomson (Skotsko) |
|                    | Zpráva | Mak 17'   | Národní sportovní komplex Olimpijskyj, Kyjev diváci: 42 000 rozhodčí: Craig Thomson (Skotsko) |

| 9. října 2014 20:45 |        |                                     |                                                                             |
| Bělorusko           | 0 : 2  | Ukrajina                            | Borisov Arena, Barysaŭ diváci: 10 500 rozhodčí: Pol van Boekel (Nizozemsko) |
|                     | Zpráva | Martynovič 82' (vl.) Sydorčuk 90+3' | Borisov Arena, Barysaŭ diváci: 10 500 rozhodčí: Pol van Boekel (Nizozemsko) |

| 9. října 2014 20:45                                |        |                      |                                                                          |
| Makedonie                                          | 3 : 2  | Lucembursko          | Philip II Arena, Skopje diváci: 7 000 rozhodčí: Paolo Mazzoleni (Itálie) |
| Trajkovski 20' Jahović 66' (pen.) Abdurahimi 90+2' | Zpráva | Bensi 39' Turpel 44' | Philip II Arena, Skopje diváci: 7 000 rozhodčí: Paolo Mazzoleni (Itálie) |

| 9. října 2014 20:45 |        |             |                                                                               |
| Slovensko           | 2 : 1  | Španělsko   | Štadión pod Dubňom, Žilina diváci: 9 478 rozhodčí: Björn Kuipers (Nizozemsko) |
| Kucka 17' Stoch 87' | Zpráva | Alcácer 82' | Štadión pod Dubňom, Žilina diváci: 9 478 rozhodčí: Björn Kuipers (Nizozemsko) |

| 12. října 2014 18:00 |        |           |                                                                         |
| Ukrajina             | 1 : 0  | Makedonie | Arena Lviv, Lvov diváci: 33 900 rozhodčí: Sébastien Delferiere (Belgie) |
| Sydorčuk 45+2'       | Zpráva |           | Arena Lviv, Lvov diváci: 33 900 rozhodčí: Sébastien Delferiere (Belgie) |

| 12. října 2014 20:45 |        |                              |                                                                        |
| Bělorusko            | 1 : 3  | Slovensko                    | Borisov Arena, Barysaŭ diváci: 4 500 rozhodčí: Serge Gumienny (Belgie) |
| Kalačev 79'          | Zpráva | Hamšík 65', 84' Šesták 90+1' | Borisov Arena, Barysaŭ diváci: 4 500 rozhodčí: Serge Gumienny (Belgie) |

| 12. října 2014 20:45 |        |                                            |                                                                          |
| Lucembursko          | 0 : 4  | Španělsko                                  | Stade Josy Barthel, Lucemburk diváci: 8 500 rozhodčí: Paweł Gil (Polsko) |
|                      | Zpráva | Silva 27' Alcácer 42' Costa 69' Bernat 88' | Stade Josy Barthel, Lucemburk diváci: 8 500 rozhodčí: Paweł Gil (Polsko) |

| 15. listopadu 2014 18:00 |        |                          |                                                                                   |
| Lucembursko              | 0 : 3  | Ukrajina                 | Stade Josy Barthel, Lucemburk diváci: 4 379 rozhodčí: Kristinn Jakobsson (Island) |
|                          | Zpráva | Jarmolenko 33', 53', 56' | Stade Josy Barthel, Lucemburk diváci: 4 379 rozhodčí: Kristinn Jakobsson (Island) |

| 15. listopadu 2014 20:45 |        |                     |                                                                             |
| Makedonie                | 0 : 2  | Slovensko           | Philip II Arena, Skopje diváci: 6 000 rozhodčí: Pedro Proença (Portugalsko) |
|                          | Zpráva | Kucka 25' Nemec 38' | Philip II Arena, Skopje diváci: 6 000 rozhodčí: Pedro Proença (Portugalsko) |

| 15. listopadu 2014 20:45        |        |           |                                                                               |
| Španělsko                       | 3 : 0  | Bělorusko | Estadio Nuevo Colombino, Huelva diváci: 19 249 rozhodčí: Kenn Hansen (Dánsko) |
| Isco 18' Busquets 19' Pedro 55' | Zpráva |           | Estadio Nuevo Colombino, Huelva diváci: 19 249 rozhodčí: Kenn Hansen (Dánsko) |

| 27. března 2015 20:45 |        |                            |                                                                                   |
| Makedonie             | 1 : 2  | Bělorusko                  | Arena Filip II Makedonski, Skopje diváci: 4 000 rozhodčí: Anthony Taylor (Anglie) |
| Trajkovski 9'         | Zpráva | Kalačov 44' Kornilenko 82' | Arena Filip II Makedonski, Skopje diváci: 4 000 rozhodčí: Anthony Taylor (Anglie) |

| 27. března 2015 20:45           |        |             |                                                                                |
| Slovensko                       | 3 : 0  | Lucembursko | Štadión pod Dubňom, Žilina diváci: 9 524 rozhodčí: Stephan Struder (Švýcarsko) |
| Nemec 10' Weiss 21' Pekarík 40' | Zpráva |             | Štadión pod Dubňom, Žilina diváci: 9 524 rozhodčí: Stephan Struder (Švýcarsko) |

| 27. března 2015 20:45 |        |          |                                                                                        |
| Španělsko             | 1 : 0  | Ukrajina | Estadio Ramón Sánchez Pizjuán, Sevilla diváci: 45 000 rozhodčí: Cüneyt Çakır (Turecko) |
| Morata 28'            | Zpráva |          | Estadio Ramón Sánchez Pizjuán, Sevilla diváci: 45 000 rozhodčí: Cüneyt Çakır (Turecko) |

| 14. června 2015 18:00                 |        |             |                                                                         |
| Ukrajina                              | 3 : 0  | Lucembursko | Arena Lviv, Lvov diváci: 32 000 rozhodčí: Arnold Hunter (Severní Irsko) |
| Kravec 49' Harmaš 57' Konopljanka 86' | Zpráva |             | Arena Lviv, Lvov diváci: 32 000 rozhodčí: Arnold Hunter (Severní Irsko) |

| 14. června 2015 20:45 |        |           |                                                                                 |
| Bělorusko             | 0 : 1  | Španělsko | Borisov Arena, Barysaŭ diváci: 13 000 rozhodčí: Robert Schörgenhofer (Rakousko) |
|                       | Zpráva | Silva 45' | Borisov Arena, Barysaŭ diváci: 13 000 rozhodčí: Robert Schörgenhofer (Rakousko) |

| 14. června 2015 20:45 |        |           |                                                                          |
| Slovensko             | 2 : 1  | Makedonie | Štadión pod Dubňom, Žilina diváci: 11 000 rozhodčí: Kenn Hansen (Dánsko) |
| Saláta 8' Hamšík 38'  | Zpráva | Ademi 69' | Štadión pod Dubňom, Žilina diváci: 11 000 rozhodčí: Kenn Hansen (Dánsko) |

| 5. září 2015 18:00 |        |           |                                                                               |
| Lucembursko        | 1 : 0  | Makedonie | Stade Josy Barthel, Lucemburk diváci: 1 667 rozhodčí: Simon Lee Evans (Wales) |
| Thill 90+2'        | Zpráva |           | Stade Josy Barthel, Lucemburk diváci: 1 667 rozhodčí: Simon Lee Evans (Wales) |

| 5. září 2015 18:00                              |        |                       |                                                                |
| Ukrajina                                        | 3 : 1  | Bělorusko             | Arena Lviv, Lvov diváci: 60 000 rozhodčí: Liran Liany (Izrael) |
| Kravec 7' Jarmolenko 30' Konopljanka 40' (pen.) | Zpráva | Kornilenko 62' (pen.) | Arena Lviv, Lvov diváci: 60 000 rozhodčí: Liran Liany (Izrael) |

| 5. září 2015 20:45         |        |           |                                                                                    |
| Španělsko                  | 2 : 0  | Slovensko | Estadio Carlos Tartiere, Oviedo diváci: 19 874 rozhodčí: Damir Skomina (Slovinsko) |
| Alba 5' Iniesta 30' (pen.) | Zpráva |           | Estadio Carlos Tartiere, Oviedo diváci: 19 874 rozhodčí: Damir Skomina (Slovinsko) |

| 8. září 2015 20:45 |        |             |                                                                          |
| Bělorusko          | 2 : 0  | Lucembursko | Borisov Arena, Barysaŭ diváci: 3 482 rozhodčí: Slavko Vinčić (Slovinsko) |
| Gordejčuk 34', 62' | Zpráva |             | Borisov Arena, Barysaŭ diváci: 3 482 rozhodčí: Slavko Vinčić (Slovinsko) |

| 8. září 2015 20:45 |        |                   |                                                                             |
| Makedonie          | 0 : 1  | Španělsko         | Philip II Arena, Skopje diváci: 28 843 rozhodčí: Paolo Tagliavento (Itálie) |
|                    | Zpráva | Pačovski 8' (vl.) | Philip II Arena, Skopje diváci: 28 843 rozhodčí: Paolo Tagliavento (Itálie) |

| 8. září 2015 20:45 |        |          |                                                                              |
| Slovensko          | 0 : 0  | Ukrajina | Štadión pod Dubňom, Žilina diváci: 10 648 rozhodčí: Martin Atkinson (Anglie) |
|                    | Zpráva |          | Štadión pod Dubňom, Žilina diváci: 10 648 rozhodčí: Martin Atkinson (Anglie) |

| 9. října 2015 20:45 |        |                                |                                                                           |
| Makedonie           | 0 : 2  | Ukrajina                       | Philip II Arena, Skopje diváci: 4 821 rozhodčí: Ovidiu Hațegan (Rumunsko) |
|                     | Zpráva | Selezňov 59' (pen.) Kravec 87' | Philip II Arena, Skopje diváci: 4 821 rozhodčí: Ovidiu Hațegan (Rumunsko) |

| 9. října 2015 20:45 |        |            |                                                                            |
| Slovensko           | 0 : 1  | Bělorusko  | Štadión pod Dubňom, Žilina diváci: 9 859 rozhodčí: Hüseyin Göçek (Turecko) |
|                     | Zpráva | Drahun 34' | Štadión pod Dubňom, Žilina diváci: 9 859 rozhodčí: Hüseyin Göçek (Turecko) |

| 9. října 2015 20:45               |        |             |                                                                                    |
| Španělsko                         | 4 : 0  | Lucembursko | Estadio Las Gaunas, Logroño diváci: 14 472 rozhodčí: Sébastien Delferière (Belgie) |
| Cazorla 42', 85' Alcácer 67', 80' | Zpráva |             | Estadio Las Gaunas, Logroño diváci: 14 472 rozhodčí: Sébastien Delferière (Belgie) |

| 12. října 2015 20:45 |        |           |                                                                            |
| Bělorusko            | 0 : 0  | Makedonie | Borisov Arena, Barysaŭ diváci: 1 545 rozhodčí: Christian Dingert (Německo) |
|                      | Zpráva |           | Borisov Arena, Barysaŭ diváci: 1 545 rozhodčí: Christian Dingert (Německo) |

| 12. října 2015 20:45         |        |                                     |                                                                                 |
| Lucembursko                  | 2 : 4  | Slovensko                           | Stade Josy Barthel, Lucemburk diváci: 2 512 rozhodčí: Oliver Drachta (Rakousko) |
| Mutsch 61' Gerson 65' (pen.) | Zpráva | Hamšík 24', 90+1' Nemec 29' Mak 30' | Stade Josy Barthel, Lucemburk diváci: 2 512 rozhodčí: Oliver Drachta (Rakousko) |

| 12. října 2015 20:45 |        |            |                                                                                              |
| Ukrajina             | 0 : 1  | Španělsko  | Národní sportovní komplex Olimpijskyj, Kyjev diváci: 61 248 rozhodčí: Milorad Mažić (Srbsko) |
|                      | Zpráva | Gaspar 22' | Národní sportovní komplex Olimpijskyj, Kyjev diváci: 61 248 rozhodčí: Milorad Mažić (Srbsko) |

## Statistiky

### Střelci
Přehled střelců skupiny C.
5 gólů
- Marek Hamšík
- Paco Alcácer

4 góly
- Andrij Jarmolenko

3 góly
- Adam Nemec
- David Silva
- Artem Kravec

2 góly
- Stanislav Drahun
- Michail Gordejčuk
- Timofej Kalačov
- Sergej Kornilenko
- Lars Krogh Gerson
- Aleksandar Trajkovski
- Juraj Kucka
- Róbert Mak
- Sergio Busquets
- Santi Cazorla
- Pedro
- Jevhen Konopljanka
- Serhij Sydorčuk

1 gól
- Stefano Bensi
- Mario Mutsch
- Sébastien Thill
- David Turpel
- Besart Abdurahimi
- Arijan Ademi
- Agim Ibraimi
- Adis Jahović
- Peter Pekarík
- Kornel Saláta
- Miroslav Stoch
- Stanislav Šesták
- Vladimír Weiss
- Jordi Alba
- Juan Bernat
- Diego Costa
- Mario Gaspar
- Andrés Iniesta
- Isco
- Álvaro Morata
- Sergio Ramos
- Denys Harmaš
- Jevhen Selezňov

Vlastní branka
- Aljaksandr Martynovič (proti Ukrajině)
- Tome Pačovski (proti Španělsku)

### Asistence
Přehled asistentů skupiny C.
6 asistencí
- Vladimír Weiss

3 asistence
- Jordi Alba
- Koke
- Juanfran
- David Silva

2 asistence
- Adam Nemec
- Miroslav Stoch
- Francesc Fàbregas
- Andrij Jarmolenko
- Denys Olijnyk
- Vjačeslav Ševčuk

1 asistence
- Renan Bressan
- Stanislav Drahun
- Alexandr Hleb
- Timofej Kalačev
- Sergej Kislkak
- Sergej Kornilenko
- Anton Putilo
- Daniel da Mota
- Agim Ibraimi
- Muarem Muarem
- Ján Ďurica
- Michal Ďuriš
- Tomáš Hubočan
- Juraj Kucka
- Róbert Mak
- Marek Hamšík
- Peter Pekarík
- Stanislav Šesták
- Paco Alcácer
- Thiago Alcântara
- Sergio Busquets
- Juan Mata
- Nolito
- Pedro
- Rodrigo
- Jevhen Konopljanka
- Mykola Morozjuk
- Andrij Pjatov

## Absence hráčů
Následující hráči nemohli v důsledku trestu nastoupit v některém z utkání kvalifikace.
| Tým         | Hráč                | Přestupek | Délka trestu                                 |
| ----------- | ------------------- | --- | -------------------------------------------- |
| Bělorusko   | Maxim Bardačov      | nahromadění žlutých karet proti: Španělsku (15. listopadu 2014) Makedonii (27. března 2015) Španělsku (14. června 2015)   | 1 utkání proti Ukrajině (5. září 2015)       |
| Bělorusko   | Alexandr Martynovič | nahromadění žlutých karet proti: Lucembursku (8. září 2014) Makedonii (27. března 2015) Ukrajině (5. září 2015)           | 1 utkání proti Lucembursku (8. září 2015)    |
| Bělorusko   | Alexandr Martynovič | vyloučení po druhé žluté kartě proti Slovensku (9. října 2015)                                                            | 1 utkání proti Makedonii (12. října 2015)    |
| Lucembursko | Aurélien Joachim    | červená karta proti Portugalsku (15. října 2013)                                                                          | 1 utkání proti Bělorusku (8. září 2014)      |
| Lucembursko | Mario Mutsch        | nahromadění žlutých karet proti: Makedonii (9. října 2014) Slovensku (27. března 2015) Ukrajině (14. června 2015)         | 1 utkání proti Makedonii (5. září 2015)      |
| Lucembursko | Christopher Martins | nahromadění žlutých karet proti: Bělorusku (8. září 2014) Ukrajině (15. listopadu 2014) Makedonii (5. září 2015)          | 1 utkání proti Bělorusku (8. září 2015)      |
| Lucembursko | Chris Philipps      | nahromadění žlutých karet proti: Bělorusku (8. září 2014) Makedonii (9. října 2014) Bělorusku (8. září 2015)              | 1 utkání proti Španělsku (9. října 2015)     |
| Lucembursko | Daniel da Mota      | nahromadění žlutých karet proti: Bělorusku (8. září 2014) Ukrajině (14. června 2015) Španělsku (9. října 2015)            | 1 utkání proti Slovensku (12. října 2015)    |
| Makedonie   | Ferhan Hasani       | vyloučení po druhé žluté kartě proti Slovensku (14. června 2015)                                                          | 1 utkání proti Lucembursku (5. září 2015)    |
| Makedonie   | Besart Abdurahimi   | nahromadění žlutých karet proti: Španělsku (8. září 2014) Ukrajině (12. října 2014) Lucembursku (5. září 2015)            | 1 utkání proti Španělsku (8. září 2015)      |
| Makedonie   | Chris Philipps      | nahromadění žlutých karet proti: Španělsku (8. září 2014) Lucembursku (9. října 2014) Lucembursku (5. září 2015)          | 1 utkání proti Španělsku (8. září 2015)      |
| Slovensko   | Martin Škrtel       | červená karta proti Řecku (11. října 2013)                                                                                | 1 utkání proti Ukrajině (8. září 2014)       |
| Slovensko   | Martin Škrtel       | nahromadění žlutých karet proti: Makedonii (15. listopadu 2014) Lucembursku (27. března 2015) Makedonii (14. června 2015) | 1 utkání proti Španělsku (5. září 2015)      |
| Slovensko   | Juraj Kucka         | nahromadění žlutých karet proti: Ukrajině (8. září 2014) Španělsku (9. října 2014) Makedonii (14. června 2015)            | 1 utkání proti Španělsku (5. září 2015)      |
| Slovensko   | Norbert Gyömbér     | nahromadění žlutých karet proti: Španělsku (9. října 2014) Bělorusku (12. října 2014) Ukrajině (8. září 2015)             | 1 utkání proti Bělorusku (9. října 2015)     |
| Španělsko   | Diego Costa         | nahromadění žlutých karet proti: Slovensku (9. října 2014) Lucembursku (12. října 2014) Makedonii (8. září 2015)          | 1 utkání proti Španělsku (9. října 2015)     |
| Ukrajina    | Jevhen Chačeridi    | vyloučení po druhé žluté kartě proti Francii (19. listopadu 2013)                                                         | 1 utkání proti Slovensku (8. září 2014)      |
| Ukrajina    | Jevhen Chačeridi    | nahromadění žlutých karet proti: Lucembursku (15. listopadu 2014) Bělorusku (5. září 2015) Makedonii (9. října 2015)      | 1 utkání proti Španělsku (12. října 2015)    |
| Ukrajina    | Artěm Fedeckij      | nahromadění žlutých karet proti: Slovensku (8. září 2014) Makedonii (12. října 2014) Španělsku (27. března 2015)          | 1 utkání proti Lucembursku (14. června 2015) |
| Ukrajina    | Denys Harmaš        | vyloučení po druhé žluté kartě proti Bělorusku (5. září 2015)                                                             | 1 utkání proti Slovensku (8. září 2015)      |
| Ukrajina    | Serhij Sydorčuk     | nahromadění žlutých karet proti: Makedonii (12. října 2014) Lucembursku (15. listopadu 2014) Makedonii (9. října 2015)    | 1 utkání proti Španělsku (12. října 2015)    |